# Спас Джуров
Спас Джу̀ров е български лекоатлет, десетобоец.
Роден е през 1944 г. в София, България. Отрасъл е в столичния квартал Лозенец. Като ученик се увлича по различните дисциплини на леката атлетика.
Лекоатлетическата му разностранност го насочва към занимания с десетобой. Негов треньор е Стоян Славков.
Като състезател Спас Джуров прави шест поправки на републиканския рекорд по десетобой и го довежда до 7657 точки.
След раздялата с леката атлетика Спас Джуров дълги години работи в системата на МВР, където се и пенсионира.
Почива на 12 април 2018 г. в София.